# SK Połtawa
SK Połtawa (ukr. СК «Полтава») – ukraiński klub piłkarski, mający siedzibę w mieście Połtawa, w środkowej części kraju, grający w rozgrywkach ukraińskiej Premier-lihi.

## Historia
Chronologia nazw:
- 2011: SK Połtawa (ukr. СК «Полтава»)

Klub piłkarski SK Połtawa został założony w Połtawie w 2011 roku z inicjatywy Wołodymyra Sysenki i Stanisława Majzusa. Początkowo zespół występował w mistrzostwach obwodu połtawskiego. W 2014 zdobył mistrzostwo i puchar obwodu, ale potem zrezygnował z dalszych występów. W 2019 klub znalazł nowego sponsora, przedsiębiorcę Serhija Iwaszczenka. W sezonie 2020/21 startował w Amatorskiej lidze. W czerwcu 2021 roku klub zgłosił się do rozgrywek Drugiej ligi (D3) i otrzymał status profesjonalny.

## Barwy klubowe, strój, herb, hymn
|  |  |

Klub ma barwy malinowo-złote. Piłkarze domowe spotkania zazwyczaj grają w malinowych koszulkach, żółtych spodenkach oraz żółtych getrach.

## Sukcesy

### Trofea międzynarodowe
Do chwili obecnej klub jeszcze nigdy nie zakwalifikował się do rozgrywek europejskich.

### Trofea krajowe
| \| \| Zdobyte trofea w rozgrywkach Ukrainy (stan na: 31-05-2021) \| |                                                            |      |          |
| Rozgrywki                                                           | Osiągnięcie                                                | Razy | Sezon(y) |
| · Mistrzostwo                                                       | I miejsce                                                  | 0    |          |
| · Mistrzostwo                                                       | II miejsce                                                 | 0    |          |
| · Mistrzostwo                                                       | III miejsce                                                | 0    |          |
| Puchar                                                              | zdobywca                                                   | 0    |          |
| Puchar                                                              | finalista                                                  | 0    |          |
| II liga                                                             | I miejsce                                                  | 0    |          |
| II liga                                                             | II miejsce                                                 | 0    |          |
| II liga                                                             | III miejsce                                                | 0    |          |
| Ukraina                                                             | Zdobyte trofea w rozgrywkach Ukrainy (stan na: 31-05-2021) |      |          |

- Druha liha (D3):
  - ?. miejsce (1x): 2021/22 (B)

- Mistrzostwa obwodu połtawskiego:
  - mistrz (1x): 2014
  - wicemistrz  (1x): 2020

- Puchar obwodu połtawskiego:
  - zdobywca (1x): 2014
  - finalista (1x): 2020

## Poszczególne sezony

### Rozgrywki międzynarodowe

#### Europejskie puchary
Nie uczestniczył w rozgrywkach europejskich.

### Rozgrywki krajowe
| \| Ukraina \| Bilans występów klubu w rozgrywkach piłkarskich Ukrainy (Stan na 22 lipca 2021 r.) \| \| |                                                                                    |        |       |   |   |   |    |    |     |         |        |        |      |
| Poziom                                                                                                 | Rozgrywki                                                                          | Sezony | Mecze | Z | R | P | B+ | B– | Pkt | Lata    | Awanse | Spadki | Naj. |
| I | Premier-liha                                                                       | 0      |       |   |   |   |    |    |     |         | 0      | 0      |      |
| II | Persza liha                                                                        | 0      |       |   |   |   |    |    |     |         | 0      | 0      |      |
| III | Druha liha                                                                         | 1      |       |   |   |   |    |    |     | od 2021 | 0      | 0      | ?    |
| IV | Amatorska liha                                                                     | 1      |       |   |   |   |    |    |     | 2020/21 | 1      | 0      | 5    |
| | Puchar Ukrainy                                                                     | 0      |       |   |   |   |    |    |     |         | 0      | 0      |      |
| Ukraina                                                                                                | Bilans występów klubu w rozgrywkach piłkarskich Ukrainy (Stan na 22 lipca 2021 r.) |        |       |   |   |   |    |    |     |         |        |        |      |

## Piłkarze, trenerzy, prezydenci i właściciele klubu

### Trenerzy
- 2020–...:  Wołodymyr Sysenko

### Prezydenci
- 2019–...:  Serhij Iwaszczenko

## Struktura klubu

### Stadion
Klub piłkarski rozgrywa swoje mecze domowe na stadionie Łokomotyw w Połtawie, który może pomieścić 3700 widzów.

## Kibice i rywalizacja z innymi klubami

### Derby
- Olimpija Sawynci